# Linda Cerruti
Linda Cerruti (Génova, 7 de octubre de 1993) es una deportista italiana que compite en natación sincronizada.
Ganó seis medallas en el Campeonato Mundial de Natación entre los años 2019 y 2023, y veintitrés medallas en el Campeonato Europeo de Natación entre los años 2012 y 2022. En los Juegos Europeos de Cracovia 2023 consiguió tres medallas.

## Palmarés internacional
| Campeonato Mundial | Campeonato Mundial       | Campeonato Mundial | Campeonato Mundial |
| Año                | Lugar                    | Medalla            | Prueba             |
| ------------------ | ------------------------ | ------------------ | ------------------ |
| 2019               | Gwangju (Corea del Sur)  | Medalla de plata   | Rutina especial    |
| 2022               | Budapest (Hungría)       | Medalla de plata   | Rutina especial    |
| 2022               | Budapest (Hungría)       | Medalla de bronce  | Equipo técnico     |
| 2022               | Budapest (Hungría)       | Medalla de bronce  | Combinación libre  |
| 2023               | Fukuoka (Japón)          | Medalla de plata   | Dúo técnico        |
| 2023               | Fukuoka (Japón)          | Medalla de plata   | Equipo técnico     |
| Juegos Europeos    |                          |                    |                    |
| Año                | Lugar                    | Medalla            | Prueba             |
| 2023               | Oświęcim (Polonia)       | Medalla de plata   | Equipo técnico     |
| 2023               | Oświęcim (Polonia)       | Medalla de plata   | Equipo libre       |
| 2023               | Oświęcim (Polonia)       | Medalla de bronce  | Rutina acrobática  |
| Campeonato Europeo |                          |                    |                    |
| Año                | Lugar                    | Medalla            | Prueba             |
| 2012               | Eindhoven (Países Bajos) | Medalla de bronce  | Combinación libre  |
| 2014               | Berlín (Alemania)        | Medalla de bronce  | Combinación libre  |
| 2016               | Londres (Reino Unido)    | Medalla de plata   | Equipo libre       |
| 2016               | Londres (Reino Unido)    | Medalla de bronce  | Solo técnico       |
| 2016               | Londres (Reino Unido)    | Medalla de bronce  | Solo libre         |
| 2016               | Londres (Reino Unido)    | Medalla de bronce  | Dúo técnico        |
| 2016               | Londres (Reino Unido)    | Medalla de bronce  | Dúo libre          |
| 2016               | Londres (Reino Unido)    | Medalla de bronce  | Combinación libre  |
| 2018               | Glasgow (Reino Unido)    | Medalla de plata   | Solo libre         |
| 2018               | Glasgow (Reino Unido)    | Medalla de plata   | Combinación libre  |
| 2018               | Glasgow (Reino Unido)    | Medalla de bronce  | Solo técnico       |
| 2018               | Glasgow (Reino Unido)    | Medalla de bronce  | Dúo técnico        |
| 2018               | Glasgow (Reino Unido)    | Medalla de bronce  | Dúo libre          |
| 2018               | Glasgow (Reino Unido)    | Medalla de bronce  | Equipo técnico     |
| 2018               | Glasgow (Reino Unido)    | Medalla de bronce  | Equipo libre       |
| 2022               | Roma (Italia)            | Medalla de plata   | Solo técnico       |
| 2022               | Roma (Italia)            | Medalla de plata   | Solo libre         |
| 2022               | Roma (Italia)            | Medalla de plata   | Equipo técnico     |
| 2022               | Roma (Italia)            | Medalla de plata   | Equipo libre       |
| 2022               | Roma (Italia)            | Medalla de plata   | Combinación libre  |
| 2022               | Roma (Italia)            | Medalla de plata   | Rutina especial    |
| 2022               | Roma (Italia)            | Medalla de bronce  | Dúo técnico        |
| 2022               | Roma (Italia)            | Medalla de bronce  | Dúo libre          |